# Tour de Pequín 2012
El Tour de Pequín 2012 fou la segona edició de la cursa ciclista per etapes Tour de Pequín i al 28a de l'UCI World Tour 2012. Es disputà entre el 9 i el 13 d'octubre de 2012 sobre un recorregut de 753,5 km pels voltants de Pequín repartits entre 5 etapes.
El vencedor final fou, per segon any consecutiu, fou l'alemany Tony Martin (Omega Pharma-Quick Step), gràcies a la seva victòria en la segona etapa després d'un atac en solitari en els darrers 25 km. El seguiren en la classificació l'italià Francesco Gavazzi (Astana Qazaqstan Team) i el noruec Edvald Boasson Hagen (Team Sky). Boasson Hagen també guanyà la classificació per punts, mentre Daniel Martin (Garmin-Sharp) s'adjudicava la de muntanya, Rafał Majka (Team Saxo-Tinkoff) la dels joves i el Liquigas-Cannondale la dels equips.

## Equips
| Núm.  | Codi | Equip                   |
| ----- | ---- | ----------------------- |
| 1-8   | OPQ  | Omega Pharma-Quick Step |
| 11-17 | ALM  | AG2R La Mondiale        |
| 21-27 | AST  | Astana Qazaqstan Team   |
| 31-37 | BMC  | BMC Racing Team         |
| 41-48 | EUS  | Euskaltel–Euskadi       |
| 51-57 | FDJ  | FDJ-BigMat              |
| 61-68 | GRS  | Garmin-Sharp            |
| 71-78 | KAT  | Team Katusha            |
| 81-88 | LAM  | Lampre-ISD              |
| 91-98 | LIQ  | Liquigas-Cannondale     |

| Núm.    | Codi | Equip             |
| ------- | ---- | ----------------- |
| 101-108 | LTB  | Lotto-Belisol     |
| 111-118 | MOV  | Movistar Team     |
| 121-128 | OGE  | Orica-GreenEDGE   |
| 131-138 | RAB  | Rabobank ProTeam  |
| 141-148 | RSN  | RadioShack-Nissan |
| 151-155 | SKY  | Team Sky          |
| 161-167 | STB  | Team Saxo-Tinkoff |
| 171-177 | VCD  | Vacansoleil-DCM   |
| 181-188 | CSS  | Champion System   |

## Etapes
| Etapa    | Data         | Recorregut                                         | km    | Vencedor de l'etapa | Líder de la general |
| -------- | ------------ | -------------------------------------------------- | ----- | ------------------- | ------------------- |
| 1a etapa | 9 d'octubre  | Plaça Tian'anmen - Estadi Nacional de Pequín       | 117   | Elia Viviani        | Elia Viviani        |
| 2a etapa | 10 d'octubre | Estadi Nacional de Pequín - Districte de Mentougou | 126   | Tony Martin         | Tony Martin         |
| 3a etapa | 11 d'octubre | Districte de Mentougou - Badaling                  | 162,5 | Francesco Gavazzi   | Tony Martin         |
| 4a etapa | 12 d'octubre | Xian de Yanqing - Districte de Changping           | 165,5 | Marco Haller        | Tony Martin         |
| 5a etapa | 13 d'octubre | Districte de Changping - Districte de Pinggu       | 182,5 | Steve Cummings      | Tony Martin         |

## Classificació general
|    | Ciclista                   | Equip                   | Temps       |
| -- | -------------------------- | ----------------------- | ----------- |
| 1  | Tony Martin (GER)          | Omega Pharma-Quick Step | 17h 16' 56" |
| 2  | Francesco Gavazzi (ITA)    | Astana Qazaqstan Team   | + 40"       |
| 3  | Edvald Boasson Hagen (NOR) | Team Sky                | + 46"       |
| 4  | Daniel Martin (IRL)        | Garmin-Sharp            | + 50"       |
| 5  | Eros Capecchi (ITA)        | Liquigas-Cannondale     | + 52"       |
| 6  | Rinaldo Nocentini (ITA)    | AG2R La Mondiale        | + 56"       |
| 7  | Rafał Majka (POL)          | Team Saxo-Tinkoff       | + 56"       |
| 8  | Tomasz Marczyński (POL)    | Vacansoleil-DCM         | + 56"       |
| 9  | Rui Costa (POR)            | Movistar Team           | + 1' 00"    |
| 10 | Tim Wellens (BEL)          | Lotto-Belisol           | + 1' 00"    |

## Evolució de les classificacions
| Etapa | Vencedor          | Classificació general | Classificació de la muntanya | Classificació per punts | Classificació dels joves | Classificació per equips |
| ----- | ----------------- | --------------------- | ---------------------------- | ----------------------- | ------------------------ | ------------------------ |
| 1     | Elia Viviani      | Elia Viviani          | no entregat                  | Elia Viviani            | Elia Viviani             | Movistar Team            |
| 2     | Tony Martin       | Tony Martin           | Daniel Martin                | Tony Martin             | Rafał Majka              | Astana Qazaqstan Team    |
| 3     | Francesco Gavazzi | Tony Martin           | Daniel Martin                | Francesco Gavazzi       | Rafał Majka              | Liquigas                 |
| 4     | Marco Haller      | Tony Martin           | Daniel Martin                | Edvald Boasson Hagen    | Rafał Majka              | Liquigas                 |
| 5     | Steve Cummings    | Tony Martin           | Daniel Martin                | Edvald Boasson Hagen    | Rafał Majka              | Liquigas                 |
| Final | Final             | Tony Martin           | Daniel Martin                | Edvald Boasson Hagen    | Rafał Majka              | Liquigas-Cannondale      |